# Manuel Contepomi
Manuel Contepomi (Buenos Aires, 20 agosto 1977) è un ex rugbista a 15 argentino.

## Biografia
Fratello gemello di Felipe Contepomi, anch'egli professionista, Manuel proviene da una famiglia numerosa e dedita al rugby: otto fratelli più quattro adottivi, orfani per avere perso i genitori in un incidente aereo; degli altri cinque fratelli naturali, uno praticò la disciplina prima di prendere i voti ed essere ordinato sacerdote; inoltre anche il padre, chirurgo ortopedico a Buenos Aires, in gioventù fu rugbista dilettante.
Proveniente, come Felipe, dal Club Newman, Manuel Contepomi divenne professionista nel 2005, a 28 anni; fu in quell'anno che emigrò in Europa per essere ingaggiato nel club inglese del Bristol, appena promosso in Guinness Premiership; a causa degli infortuni occorsigli, tuttavia, si mise poco in luce e nella stagione successiva fu lasciato libero di firmare per gli italiani del Rovigo; alla fine della stagione, dopo solo un biennio in Europa, tornò al Newman, con il quale nel 2008 giunse fino alla finale - per la prima volta nella storia del club - del campionato dell'Unión de Rugby de Buenos Aires (sconfitta contro l'Hindú); al termine della stagione Contepomi si ritirò dall'attività agonistica.
Contepomi esordì in Nazionale argentina nel ruolo di estremo a Buenos Aires contro gli Stati Uniti nel 1998, e tenne tale posizione in campo fino a tutta la Coppa del Mondo di rugby 1999; da tale data fu impiegato nel suo ruolo più naturale di primo o secondo centro, anche se passarono quasi quattro anni dopo la rassegna mondiale prima di essere riconvocato nei Pumas: tornò infatti in squadra a Montevideo contro l'Uruguay nel corso del campionato Sudamericano 2003.
Più avanti nell'anno fu tra i convocati che in Australia disputarono la Coppa del Mondo di rugby 2003.
L'anno successivo vinse il Sudamericano per la seconda edizione a seguire, e prese parte a tutti i tour europei e oceanici dell'Argentina fino alla Coppa del Mondo di rugby 2007, nella quale i Pumas si classificarono terzi assoluti.
L'ultimo incontro internazionale di Manuel Contepomi fu la finale per il terzo posto di detta competizione, disputata il 19 ottobre 2007 al Parco dei Principi di Parigi contro i padroni di casa della Francia.
Da dopo il suo ritiro lavora presso la filiale argentina della multinazionale francese Havas, specializzata nella comunicazione e nella promozione di eventi sportivi e di spettacolo.

## Palmarès
- Campionati sudamericani: 2
Argentina: 2003, 2004